# 슨토군

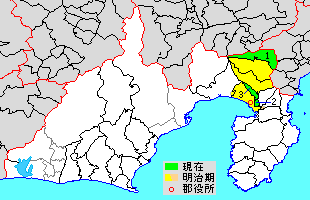
슨토군의 위치 (1.오야마정 2.시미즈정 3.나가야마정 연노랑:후에 다른 군으로 편입된 지역)

슨토군(일본어: 駿東郡)은 일본 시즈오카현에 있는 군 중의 하나이다.
인구 91,893명, 면적 171.18km², 인구밀도 537명/km².(2025년 3월 1일, 추계인구)
이하 3정으로 구성된다.
- 나가이즈미정(長泉町)
- 시미즈정(清水町)
- 오야마정(小山町)

군 이름 명칭은 스루가노쿠니(駿河国) 동쪽에 있다는 점에서 유래했다는 의견이 있다.

## 군역
1879년 행정 구역으로 춤범할 당시의 군역은 현재의 행정 구역으로 위의 3정 외에 대체로 아래의 구역에 해당한다.
- 고텐바시, 스소노시 전역
- 누마즈시의 대부분
- 후지시의 일부
- 다가타군 간나미정의 일부(日守)

누마즈시, 나가이즈미정, 시미즈정을 난슨(南駿), 스소노시, 고텐바시, 오야마정을 호쿠슨(北駿)이라고 부른다.

## 역사

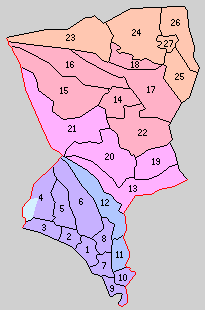
1.누마즈정 2.가타하마촌 3.하라정 4.우키시마촌 5.다카네촌 6.가나오카촌 7.야나기하라촌 8.오오카촌 9.시즈우라촌 10.오히라촌 11.시미즈촌 12.나가이즈미촌 13.고이즈미촌 14.하라사토촌 15.인노촌 16.다마호촌 17.미쿠리야정 18.다카네촌 19.후카나미촌 20.도미오카촌 21.스야마촌 22.후지오카촌 23.스바시리촌 24.기타고촌 25.아시가라촌 26.로쿠고촌 27.스가누마촌 (보라:누마즈시 분홍:스소노시 빨강:고텐바시 하늘색:후지시 등색:오야마정 파랑:합병 없음)

- 1889년 4월 1일 - 정촌제 시행으로, 아래의 정촌이 발족.(3정 24촌)
  - 누마즈정(沼津町), 가타하마촌(片浜村), 하라정(原町): 현 누마즈시
  - 우키시마촌(浮島村): 현 누마즈시, 후지시
  - 다카네촌(鷹根村), 가나오카촌(金岡村), 야나기하라촌(楊原村), 오오카촌(大岡村), 시즈우라촌(静浦村), 오히라촌(大平村): 현 누마즈시
  - 시미즈촌(清水村): 현 시미즈정
  - 나가이즈미촌(長泉村): 현 나가이즈미정
  - 고이즈미촌(小泉村): 현 스소노시
  - 하라사토촌(原里村)' 인노촌(印野村), 다마호촌(玉穂村), 미쿠리야정(御厨町), 다카네촌(高根村): 현 고텐바시
  - 후카나미촌(深浪村), 도미오카촌(富岡村), 스야마촌(須山村): 현 스소노시
  - 후지오카촌(富士岡村): 현 고텐바시
  - 스바시리촌(須走村): 현 오야마정
  - 기타고촌(北郷村): 현 고텐바시, 오야마정
  - 아시가라촌(足柄村), 로쿠고촌(六合村), 스가누마촌(菅沼村): 현 오야마정
- 1890년 10월 10일 - 고이즈미촌에서 이즈미촌(泉村)이 분리됨.(3정 25촌)
- 1891년 6월 11일 - 후카나미촌이 후카라촌(深良村)으로 개칭.
- 1912년 8월 1일 - 로쿠고촌·스가누마촌이 합병하여, 오야마정(小山町)이 발족.(4정 23촌)
- 1914년 8월 1일 - 미쿠리야정이 고텐바정(御殿場町)으로 개칭.
- 1923년 7월 1일 - 누마즈정·야나기하라촌이 합병하여, 누마즈시(沼津市)가 발족, 군에서 이탈.(3정 22촌)
- 1935년 8월 1일 - 다카네촌이 아시타카촌(愛鷹村)으로 개칭.
- 1944년 4월 1일 - 가타하마촌·가나오카촌·오오카촌·시즈우라촌이 누마즈시에 편입.(3정 18촌)
- 1952년 4월 1일 - 고이즈미촌·이즈미촌이 합병하여, 스소노정(裾野町)이 발족.(4정 16촌)
- 1955년
  - 2월 11일 - 고텐바정·하라사토촌·인노촌·다마호촌·후지오카촌이 합병하여, 고텐바시(御殿場市)가 발족, 군에서 이탈.(3정 12촌)
  - 4월 1일(3정 9촌)
    - 오히라촌·아시타카촌이 누마즈시에 편입.
    - 아시가라촌이 오야마정에 편입.

  - 4월 29일 - 하라정·우키시마촌이 합병하여, 새로이 하라정이 발족.(3정 8촌)
- 1956년
  - 1월 1일 - 다카네촌이 고텐바시에 편입.(3정 7촌)
  - 4월 1일 - 하라정의 일부가 요시와라시에 편입.
  - 8월 1일 - 기타고촌이 오야마정에 편입.(3정 6촌)
  - 9월 30일(3정 4촌)
    - 후카라촌이 스소노정에 편입.
    - 스바시리촌이 오야마정에 편입.
- 1957년 9월 1일(3정 2촌)
  - 도미오카촌·스야마촌이 스소노정에 편입.
  - 오야마정의 일부가 고텐바시에 편입.
- 1960년 4월 1일 - 나가이즈미촌이 정제 시행으로 나가이즈미정(長泉町)이 됨.(4정 1촌)
- 1963년 11월 3일 - 시미즈촌이 정제 시행으로 시미즈정(清水町)이 됨.(5정)
- 1968년 4월 1일 - 하라정이 누마즈시에 편입.(4정)
- 1971년 1월 1일 - 스소노정이 시제 시행으로 스소노시(裾野市)가 되어, 군에서 이탈.(3정)